# 페타 젠슨
페타 젠슨(영어: Peta Jensen, 1990년 12월 24일 ~ )는 미국의 여자 포르노 배우이다.

## 갤러리

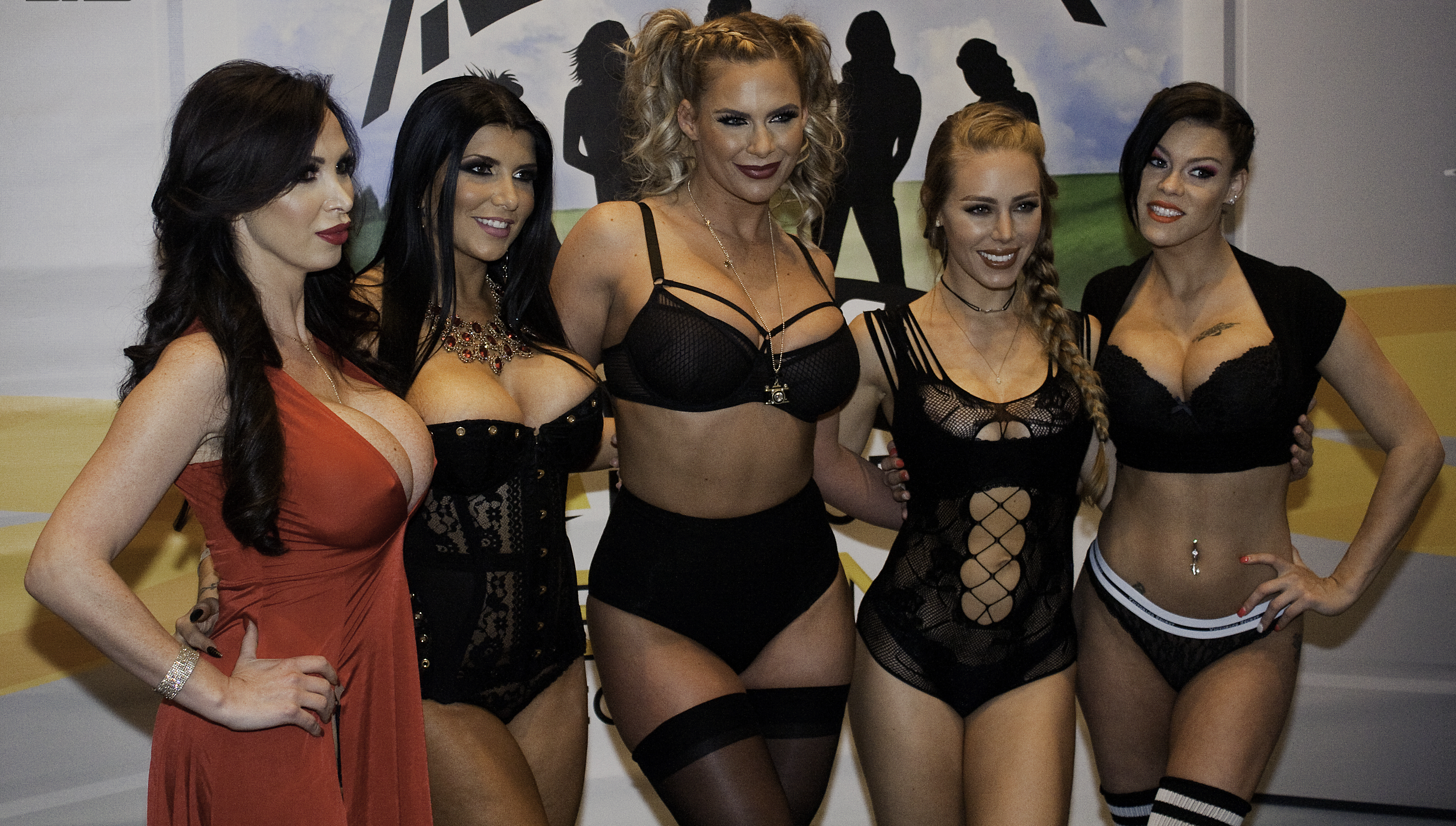
2016년 AVN 성인 엔터테인먼트 엑스포에 참가한 페타 젠슨 (맨 오른쪽)
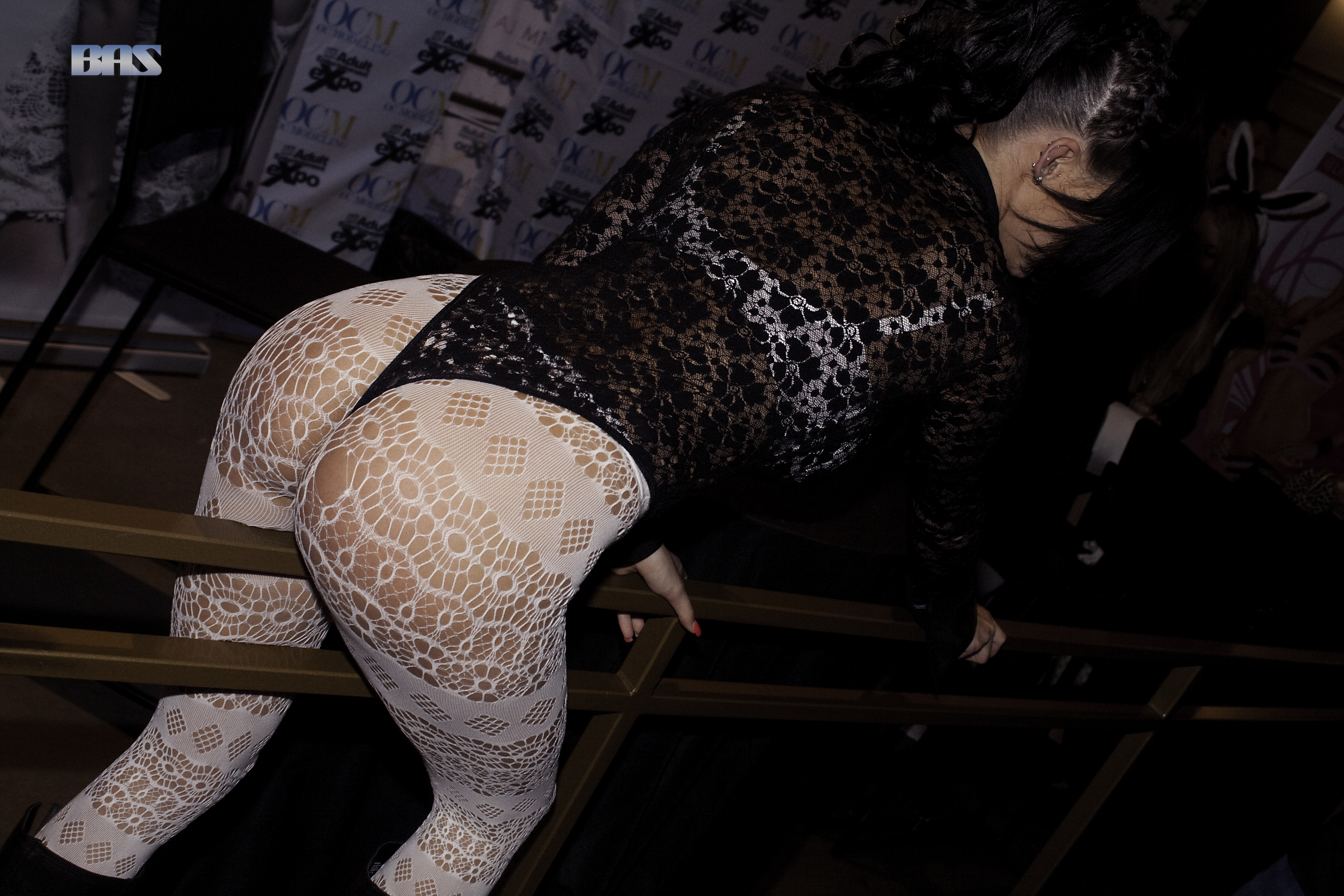
AVN 성인 엑스포에 참가한 페타 젠슨 (2016년)
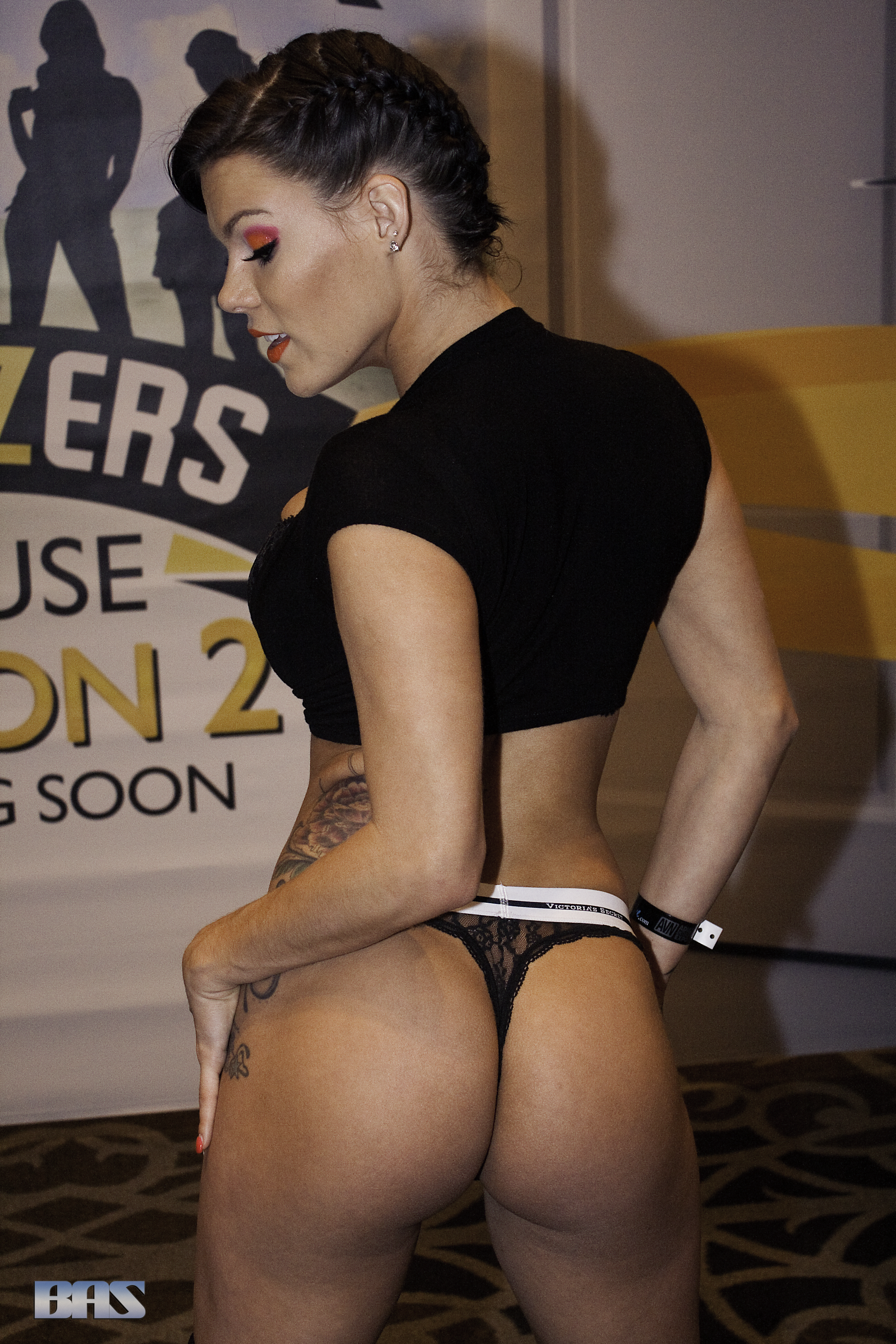
AVN 성인 엑스포에서 포즈를 취하는 페타 젠슨 (2016년)
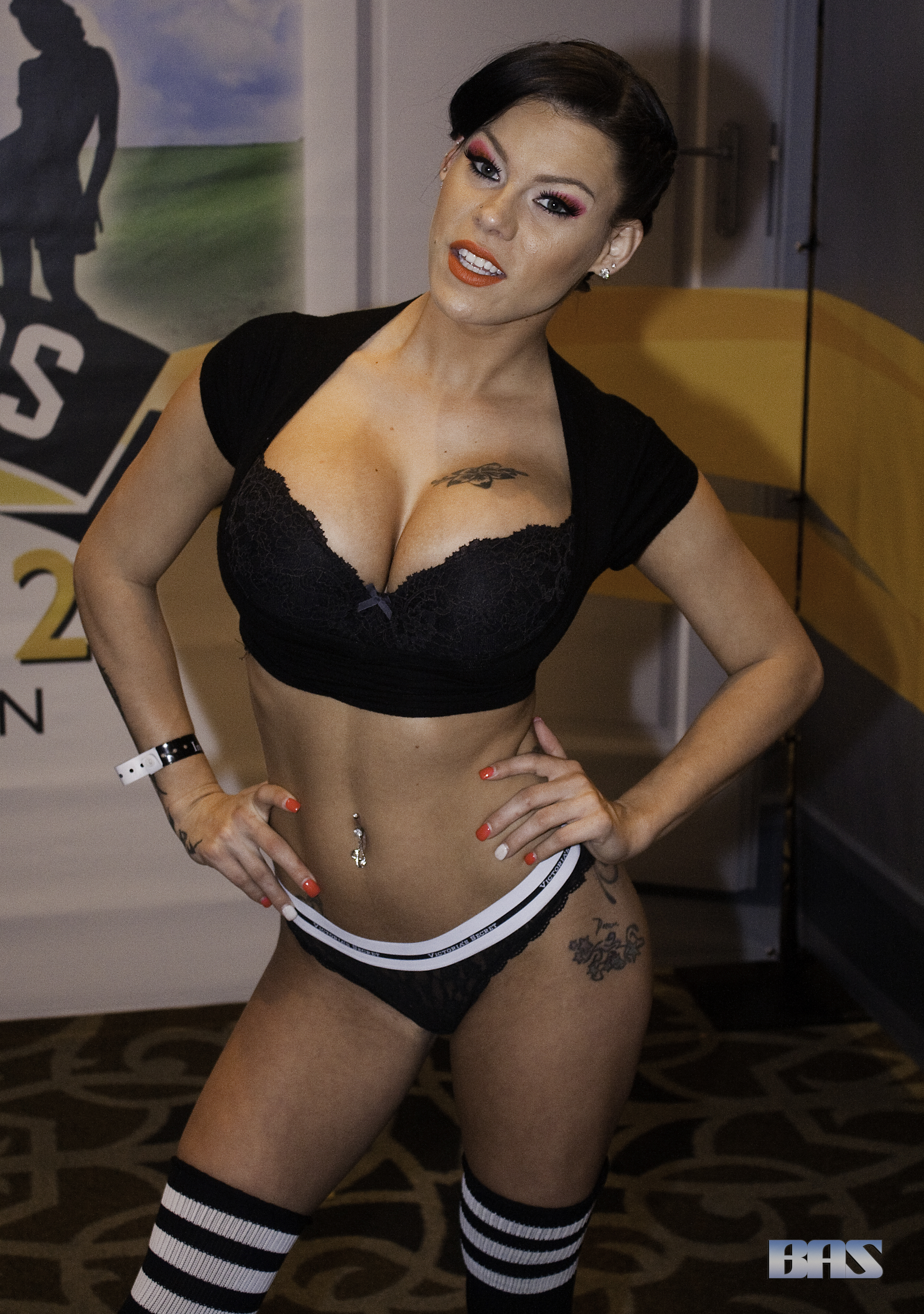
AVN 성인 엑스포에서 포즈를 취하는 페타 젠슨 (2016년)